# واهاگن آساطریان
واهاگن فلیکسی آساطریان (ارمنی: Վահագն Ասատրյան؛ ۱۴ ژانویهٔ ۱۹۷۷ – ۱۲ اکتبر ۲۰۲۰) سرهنگ نیروهای مسلح ارمنستان بود.
وی در ۱۴ ژانویه ۱۹۷۷ در کاساخ به دنیا آمد. وی در ۱۲ اکتبر ۲۰۲۰ در سن ۴۳ سالگی در هادروت در جریان جنگ ناگورنو قره‌باغ کشته شد و در آرامستان نظامی یرابلور به خاک سپرده شد. پس از مرگ نشان قهرمان ملی ارمنستان به وی اعطاء گردید.